# Margarita K. Seaton
Margarita K. Seaton, también conocida como Marjori K. Seaton, o Marjorie Seaton, fue una nadadora argentina oriunda de Rosario. Competía en estilo pecho y tuvo récords argentinos y sudamericanos.
En su ciudad natal competía para el Club Atlético del Rosario, club al que su familia, los Seaton, estaba muy ligada. Para el mismo club compitieron su hermano tenista, Eric Seaton, y otros dos, Ronnie y Georgie, que jugaban al rugby y llegaron a vestir la camiseta de Los Pumas.
Margarita K. Seaton representó a su país junto a Celia Milberg, Inés Milberg, Alicia Laviaguerre, Úrsula Frick y Jeanette Campbell en el Campeonato Sudamericano de Natación de 1935 celebrado en Río de Janeiro, el primero en el que también compitieron mujeres.
En el Campeonato Sudamericano de Natación de 1938 realizado en Lima la brasileña Maria Lenk superó su récord sudamericano de los 400 metros estilo pecho.